# آلاجه‌هویوق
آلاکا هیوک (به ترکی استانبولی: Alaca Höyük) یک محوطه باستانی و تل (باستان‌شناسی) در ترکیه است که در آلاجه واقع شده‌است.